# 벨린그라드

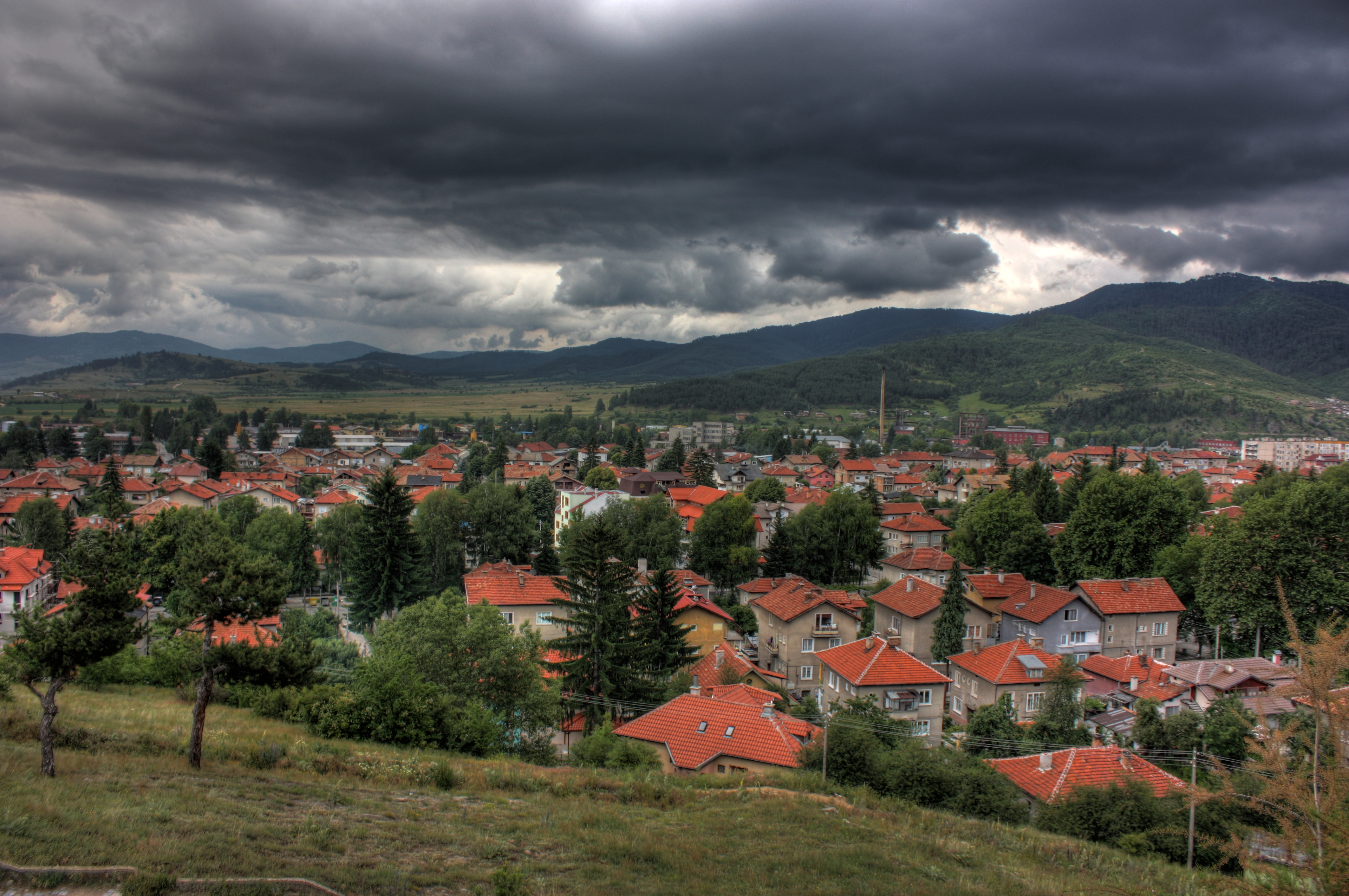
벨린그라드 시가지

벨린그라드(불가리아어: Велинград, Velingrad)는 불가리아 남부에 위치한 파자르지크주의 도시로 인구는 22,500명(2011년 12월 기준), 면적은 124.955km2, 인구 밀도는 180명/km2, 높이는 777m이다.

시 문장